# Paralimnophila delecta
Paralimnophila delecta là một loài ruồi trong họ Limoniidae. Chúng phân bố ở miền Australasia.